# Raweai Village
Raweai Village är en ort i Kiribati.   Den ligger i örådet Maiana och ögruppen Gilbertöarna, i den södra delen av landet, 50 km söder om huvudstaden Tarawa. Raweai Village ligger 10 meter över havet och antalet invånare är 191.
Terrängen runt Raweai Village är mycket platt.  Närmaste större samhälle är Bubutei Village, 3,4 km sydväst om Raweai Village. 